# Інститут системної нейронауки ім. Кавлі та центр біології пам'яті
Інститут системної нейронауки ім. Кавлі та центр біології пам'яті (норв. Kavliinstituttet for systemnevrovitenskap/Senter for nevrale nettverk) це дослідницький центр з нейронауки у Норвезькому університеті природничих та технічних наук  у Тронгеймі. Інститут системної нейронауки ім. Кавлі співіснує з Центром біології пам'яті, але спектр задач які вирішує інститут більш широкий, а самі задачі більш довготермінові.
Проголошеною науковою метою установи є «просунутися в нашому розумінні нейронних ланцюгів та систем та їх ролі у створенні психологічних функцій. Зосереджуючись на просторовому представленні і пам'яті ми очікуємо розкрити загальні принципи обчислення нейронних мереж у кортексі ссавців.»
Інститут ім. Кавлі було засновано у 2007 Норвезьким університетом природничих та технічних наук. На той час він співіснував з Центром біології пам'яті, котрий фінансувався як науково-інноваційний центр Дослідницькою радою Норвегії у 2002–2012 роках. У 2013 було створено Центр Нейронних Обчислень (the Centre for Neural Computation (CNC) як новий науково-інноваційний центр, що співіснує з інститутом ім. Кавлі.